# Меру (язык)
Меру (меру Kimîîru) — один из языков банту, язык народа меру. Распространён в округе Меру Восточной провинции в Кении. Число носителей — около 1,9 млн (2009 г.). Меру близок к другим языкам своей зоны бантоидных языков, в частности кикуйю. Иногда рассматривается как диалект кикуйю. Имеет диалекты игембе, игоджи, именти, кука (гикука, чука), мвимби-мутхамби, меру (бейк), миутини, тигания (тиания) и тхарака (сарака). Отличается от языка меру (западнокилиманджарский, рва), на котором говорят в Танзании.